# Fichier central des automobiles
Pour les articles homonymes, voir FCA.
 (avril 2025).
Si vous disposez d'ouvrages ou d'articles de référence ou si vous connaissez des sites web de qualité traitant du thème abordé ici, merci de compléter l'article en donnant les références utiles à sa vérifiabilité et en les liant à la section « Notes et références ».
Le fichier central des automobiles (FCA) est une base de données informatisée placé sous la responsabilité du ministère de l'Écologie, du Développement et de l'Aménagement durables français. Dans le cadre d'une convention, sa gestion est déléguée à l'association auxiliaire de l'automobile (AAA).

## Description
Le FCA sert à :
- assurer le suivi des immatriculations et du parc des véhicules en circulation ;
- certaines administrations : ministère de l'Économie, ministère de l'Intérieur, etc. (informations statistiques et parfois nominatives) ;
- des constructeurs français et importateurs en France de véhicules dans le cadre du développement d'activités industrielles ou commerciales du secteur automobile, comme des campagnes marketing (informations statistiques).